# Alfred Freiherr von Oppenheim
Alfred Paul Ernst Freiherr von Oppenheim (* 5. Mai 1934 in Köln; † 5. Januar 2005 ebenda) war ein  deutscher Privatbankier.

## Leben
Oppenheim, ein Nachfahre von Salomon Oppenheim, der 1789 ein Kreditinstitut in Bonn gründete und es 1798 nach Köln verlegte, und ältester Sohn von Friedrich Carl von Oppenheim, studierte bis 1960 in Amherst und Harvard. 1964 wurde er persönlich haftender Gesellschafter der Sal. Oppenheim jr. & Cie. KGaA, 1978 übernahm er die Führung des Gesellschaftergremiums. Seit 1993 war er Vorsitzender des Aktionärsausschusses und des Aufsichtsrats der Bank. Seine Wahlsprüche waren: „Wir sind diskret, geheimer noch als geheim“ und „Für wenige tun wir alles.“
Oppenheim war auch Vizepräsident des Deutschen Industrie- und Handelskammertages (DIHK), ab 1987 Präsident der Deutsch-Französischen Industrie- und Handelskammer in Paris und Präsident der Deutschen Gesellschaft für Auswärtige Politik in Berlin. Er gründete die Alfred-Freiherr-von-Oppenheim-Stiftung zur Förderung der Wissenschaft. Er mischte sich wiederholt in die Politik ein. 1980 übergab er dem Oppositionsführer im Bundestag, Helmut Kohl (CDU), geheim und in bar 1,3 Millionen DM für den Wahlkampf; diese illegale Spende wurde erst später bekannt, denn der Geheimdienst der DDR hatte das Autotelefon des CDU-Schatzmeisters abgehört. Alfred von Oppenheim polemisierte 1998 mit großem Aufsehen gegen die Kölner Stadtverwaltung, weil sie die Wehrmachts-Ausstellung („Vernichtungskrieg. Verbrechen der Wehrmacht 1941 – 1944“) in der Stadt genehmigt hatte: Durch „angebliche Tatsachen“ und durch ein pazifistisches Beiprogramm werde auch die Bundeswehr diskreditiert. Als Präsident der Kölner Industrie- und Handelskammer (IHK) forderte er mehr befristete Arbeitsverträge, weniger Mitbestimmung der Betriebsräte, schnellere Kündigungen sowie Einsparungen bei Rentnern und Arbeitslosen.

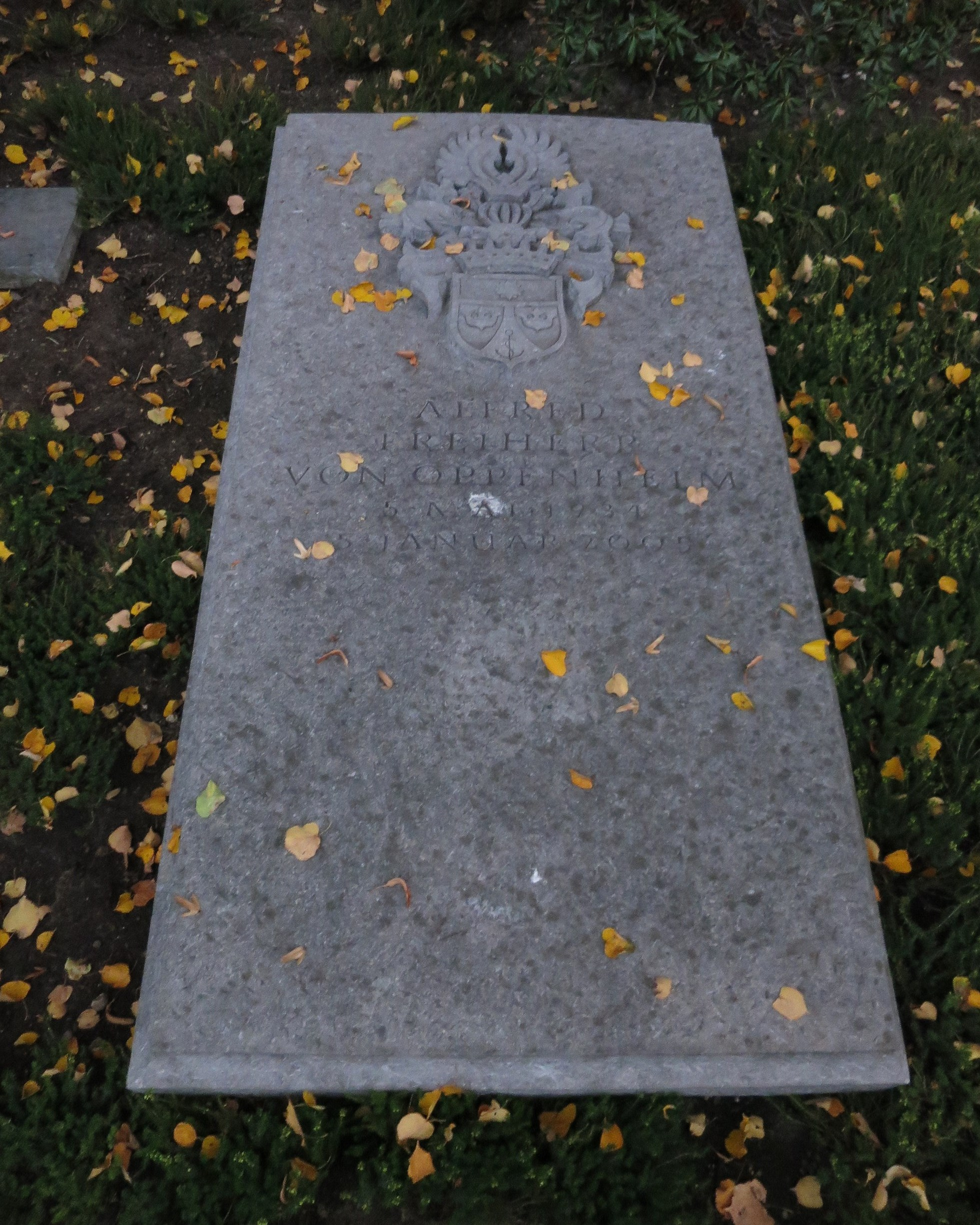
Grabplatte

1997 ließ Alfred von Oppenheim einen Lehrstuhl für die Erforschung des Antisemitismus, Rassismus und des Holocaust an der Gedenkstätte Yad Vashem in Jerusalem einrichten.
Seit 1962 war er mit seiner Frau Jeane verheiratet. Er hatte drei Kinder. Bei seiner letzten Erwähnung in der Liste der reichsten Deutschen stand er mit drei Milliarden Euro Privatvermögen auf Platz 25. Er war 1984 aus der evangelischen Kirche ausgetreten, weil sie sich in der damaligen Friedensbewegung gegen die Stationierung von US-Mittelstreckenraketen beteiligte. 
Oppenheim starb 2005 im Alter von 70 Jahren. Die Trauerfeier wurde im Kölner Dom abgehalten. Die Familiengrabstätte befindet sich auf dem Friedhof Melaten (HWG, zwischen Lit. K+L).

## Ehrungen
- Verdienstorden des Landes Nordrhein-Westfalen (14. Oktober 2004)
- Ehrensenator der Universität zu Köln
- Verdienstkreuz am Bande des Verdienstordens der Bundesrepublik Deutschland (1985)
- Verdienstkreuz 1. Klasse des Verdienstordens der Bundesrepublik Deutschland
- Kommandeurskreuz der Ehrenlegion der französischen Republik